# Cinderella Rockefella
Cinderella Rockefella är en låt skriven av gitarristen Mason Williams och Nancy Ames. Låten spelades in av den israeliska sångduon Esther & Abi Ofarim på deras album 2 in 3 1967. Låten hade då redan framförts av Esther Ofarim med The Smothers Brothers i deras amerikanska TV-show Comedy Hour. Låten är tydligt inspirerad av 1920-talets musik.
Esther & Abi Ofarims version utgavs som singel av skivbolaget Philips i februari 1968, och blev en internationell succé. Den toppade Englandslistan, och nådde Topp 10-placering i flera europeiska länder. I USA stannade den dock på en blygsam plats 68 på Billboard-listan. Esther & Abi Ofarim är fortfarande den enda israeliska artisten som nått förstaplatsen på brittiska singellistan.

## Listplaceringar
| Lista (1968)   | Position               |
| -------------- | ---------------------- |
| Australien     | 12 (Go Set)            |
| Danmark        | 2 (DR "Top 20")        |
| Finland        | 15                     |
| Flandern       | 2                      |
| Frankrike      | 68                     |
| Irland         | 5                      |
| Kanada         | 6 (RPM)                |
| Nederländerna  | 1                      |
| Norge          | 8                      |
| Nya Zeeland    | 12 (NZ Listner)        |
| Schweiz        | 3                      |
| Spanien        | 8                      |
| Storbritannien | 1                      |
| Sverige        | 1 (Kvällstoppen)       |
| Sverige        | 3 (Tio i topp)         |
| USA            | 68 (Billboard Hot 100) |
| Vallonien      | 13                     |
| Västtyskland   | 5                      |
| Österrike      | 10                     |